# Manfred Mayerle

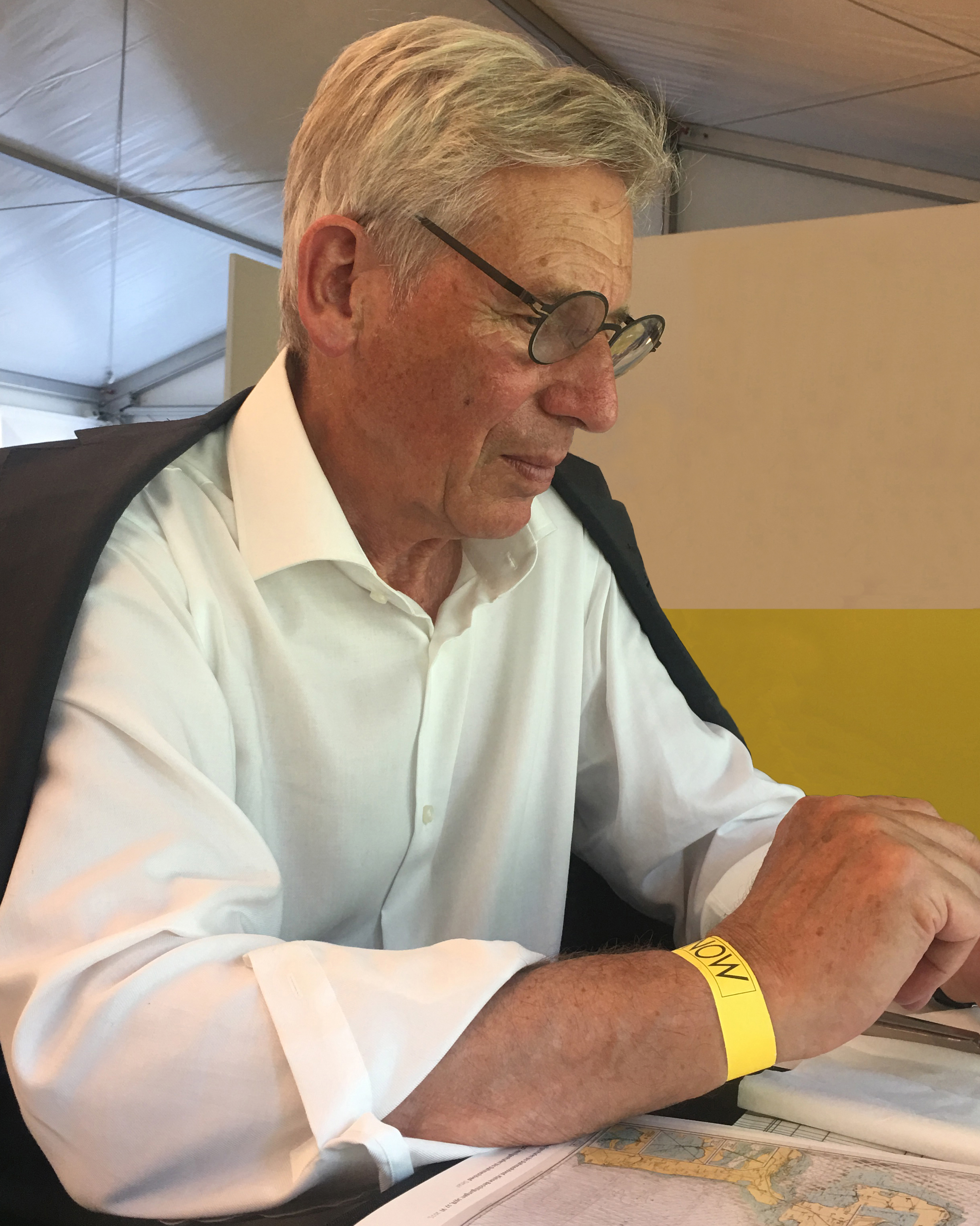
Manfred Mayerle, 2016

Manfred Mayerle (* 18. März 1939 in München) ist ein deutscher bildender Künstler.

## Leben

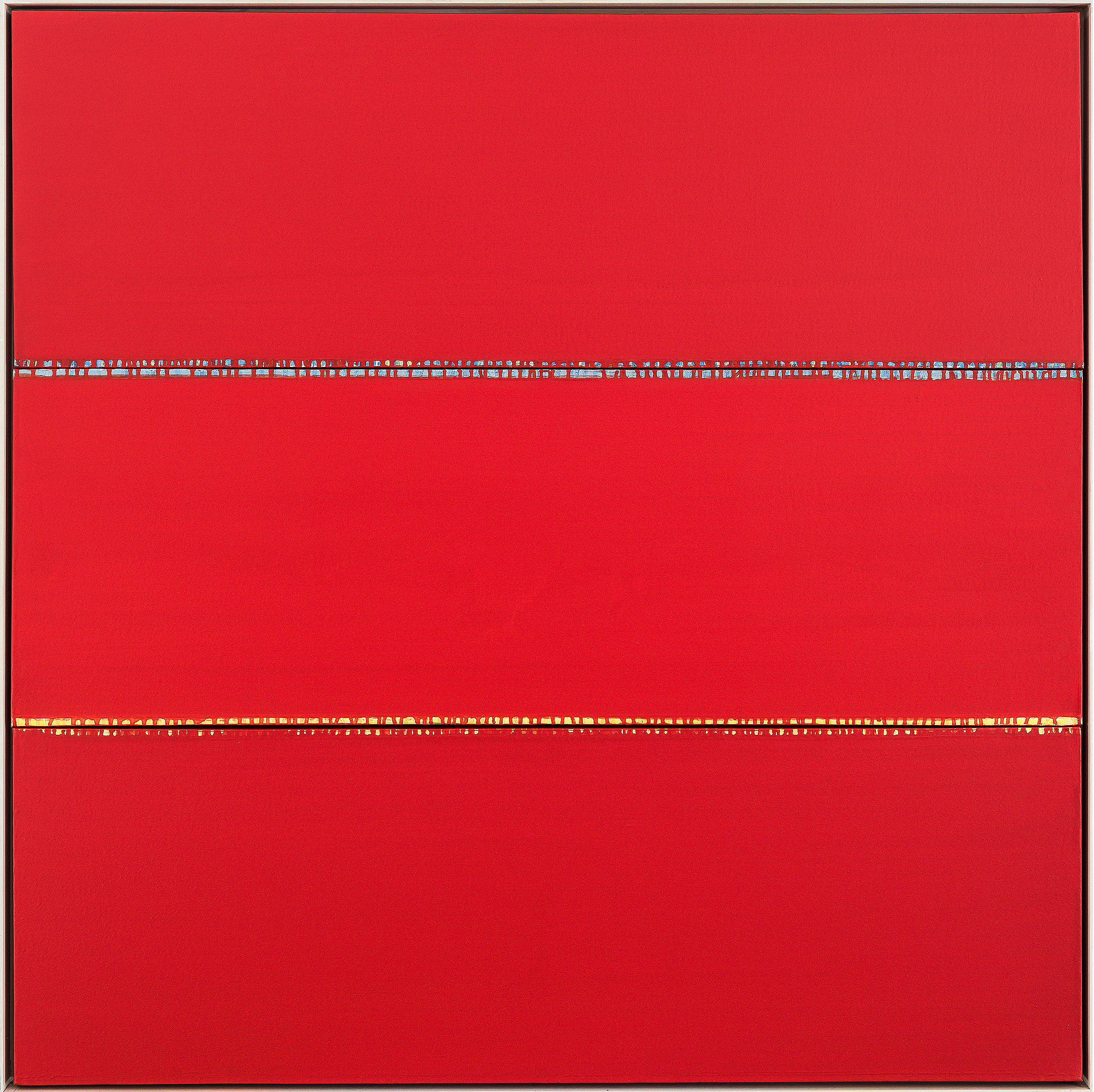
Post Mimosa, Malerei, 2005, Acryl auf Leinwand, 120 × 120 cm

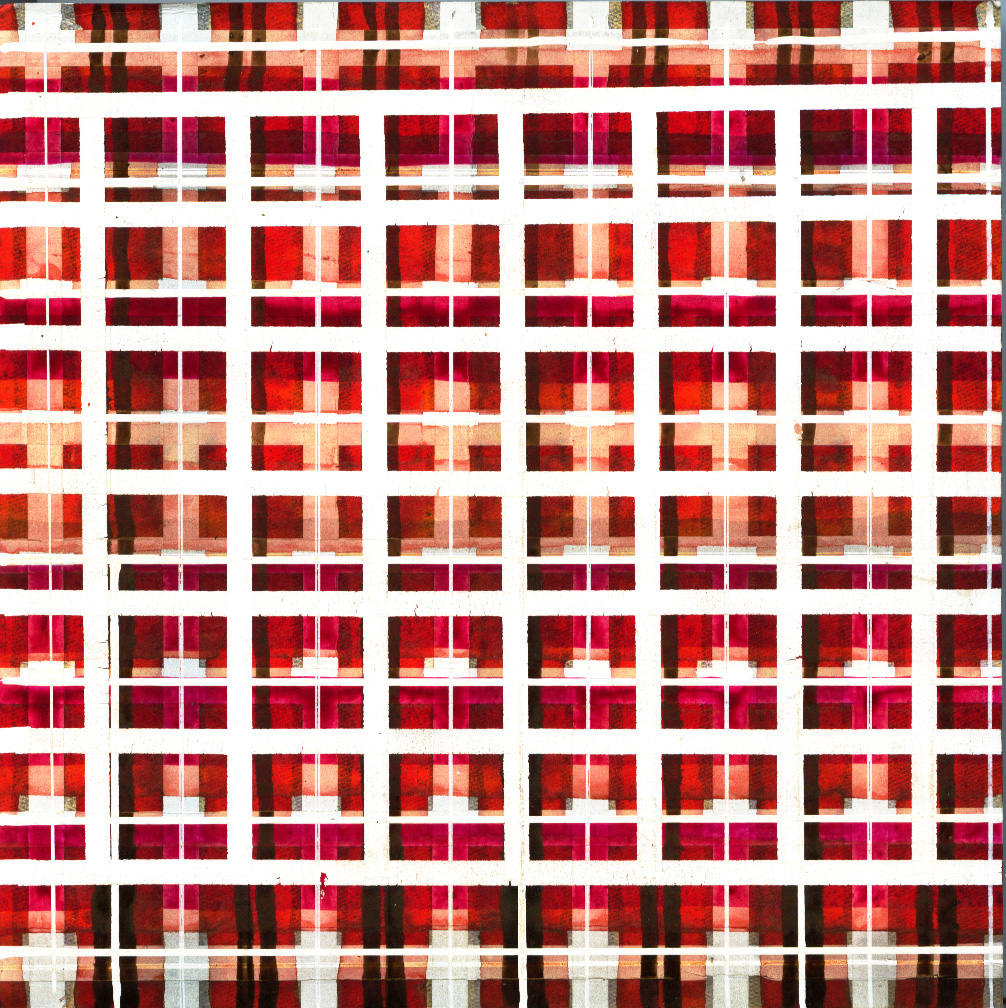
Zeichnung, For All We Know, 2020, Mischtechnik auf Bütten, 14 × 14 cm

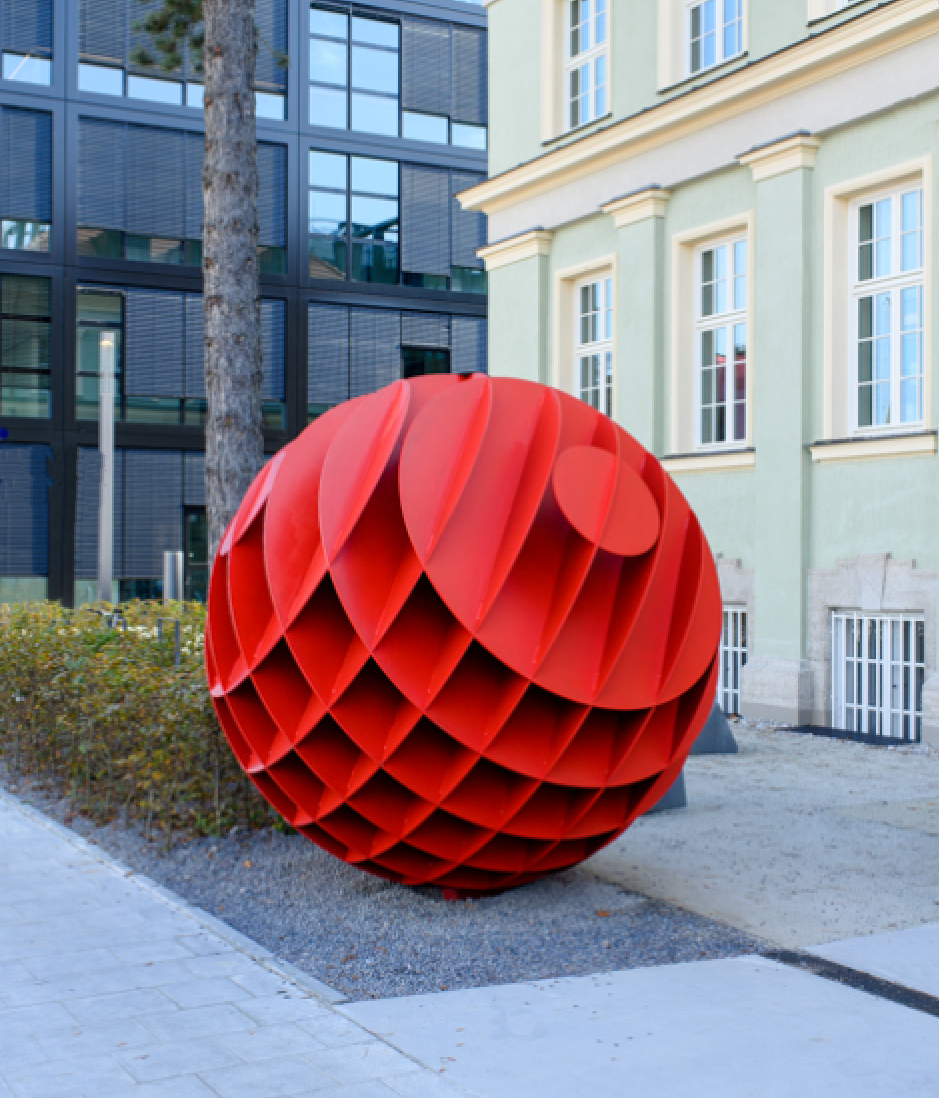
Skulptur, Esfera de Actividad, 2022, Stahl lackiert, d 2.5 m, 3800 kg

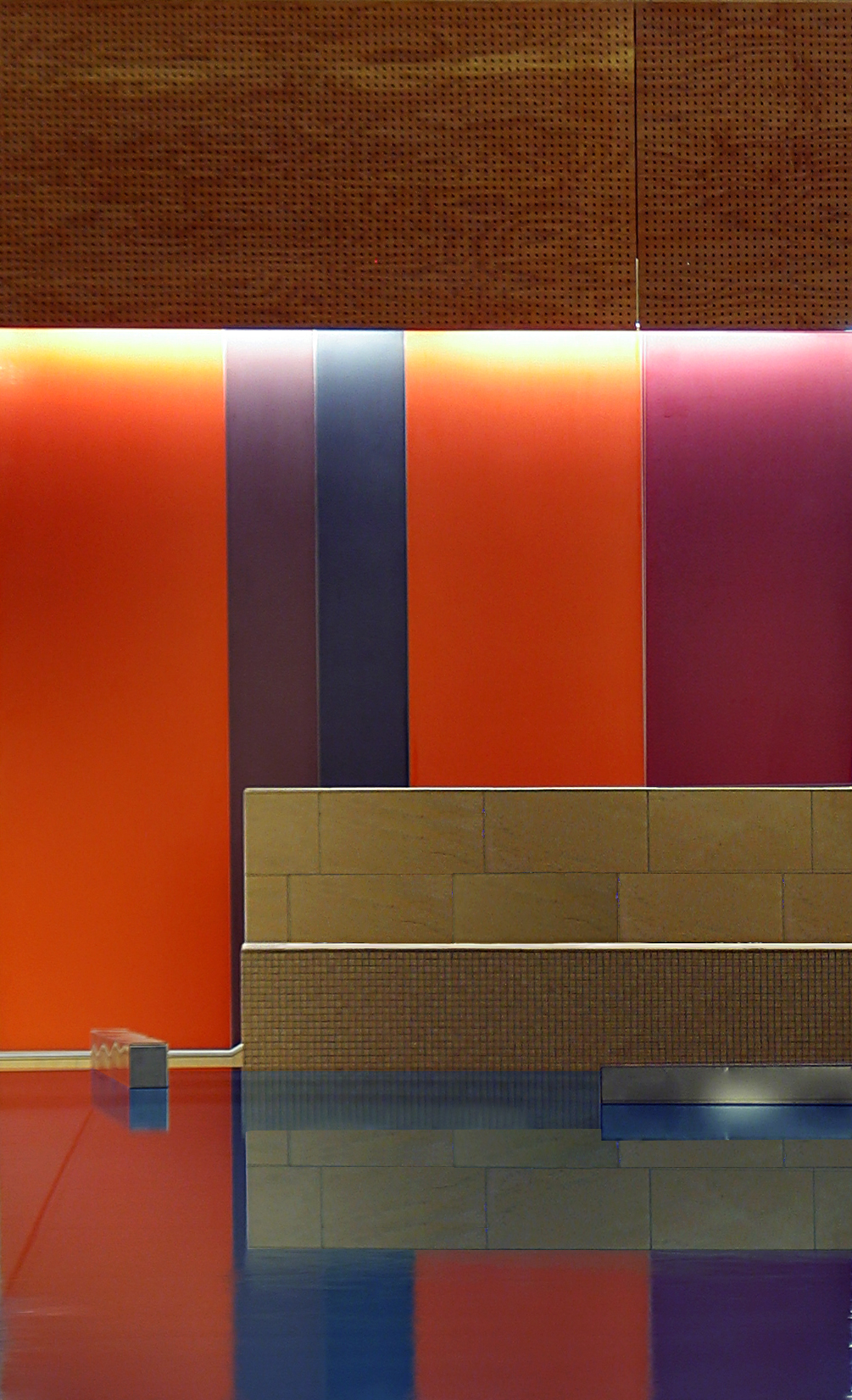
Farb- und Materialkonzept, Hallenbad Passau peb, 2004–2005

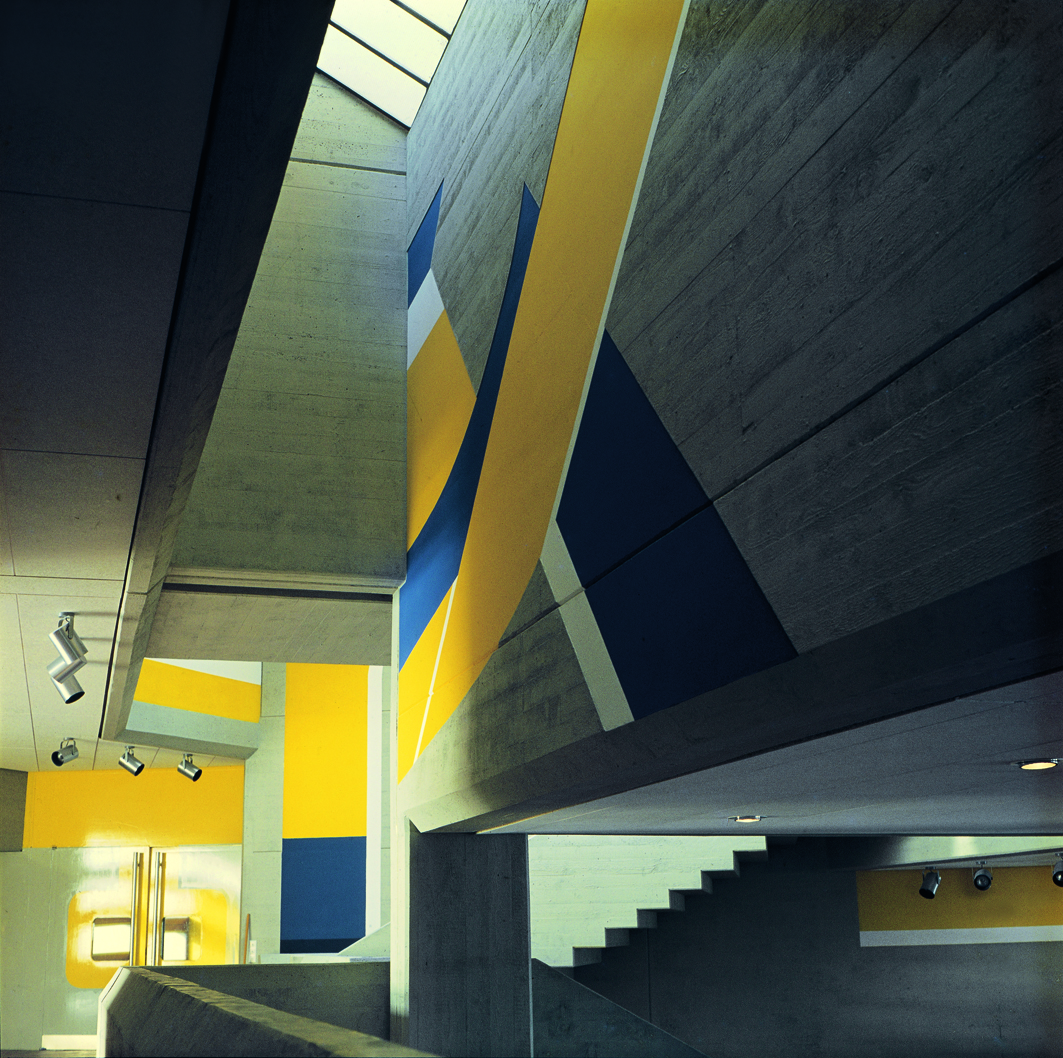
Farbig-plastisches Konzept, Gymnasium Pullach, 1972

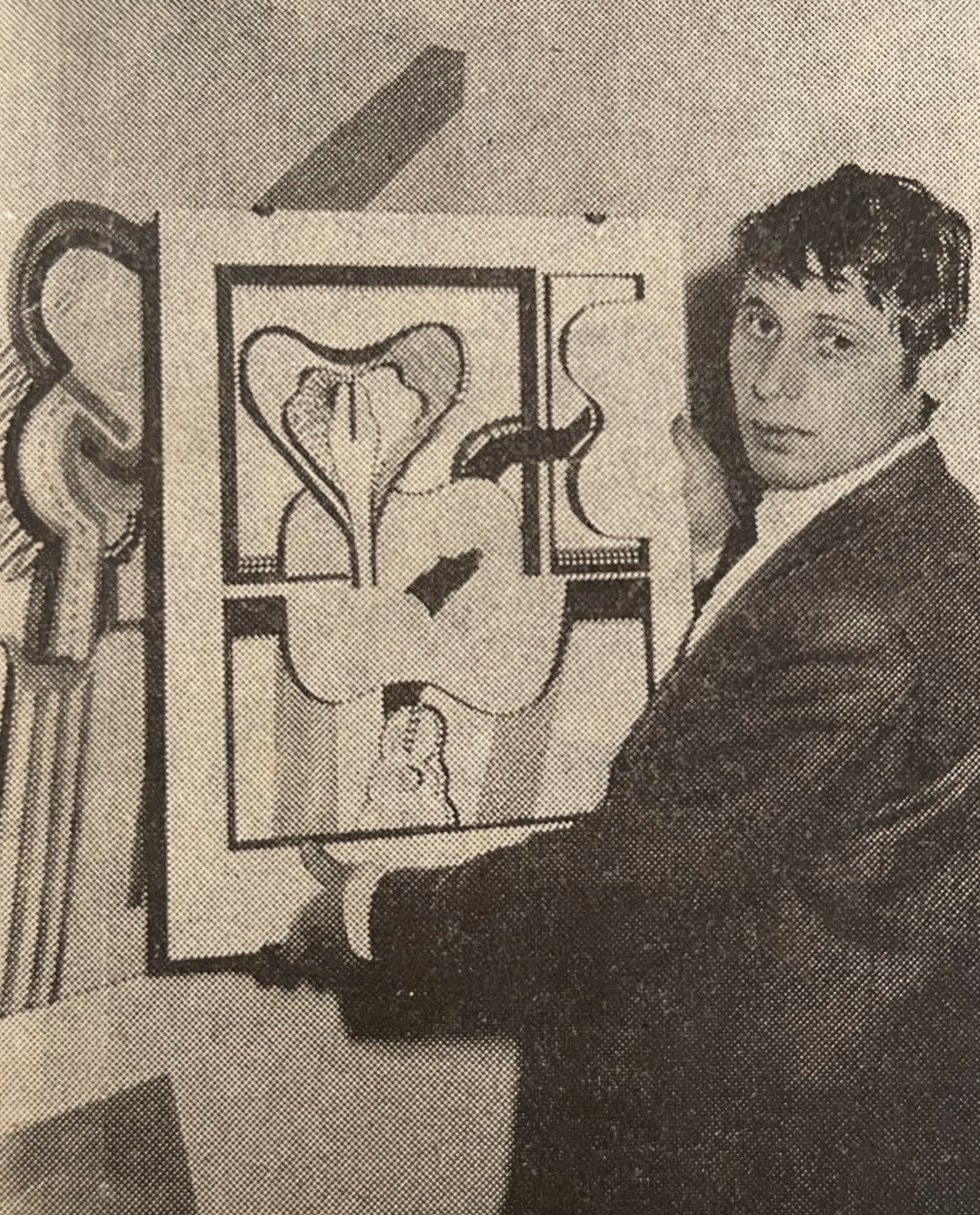
Manfred Mayerle, 1969

Plastische Ausbildung, Farb- und Materialkonzept, U-Bahn-Station Richard-Strauß-Straße München, 1977

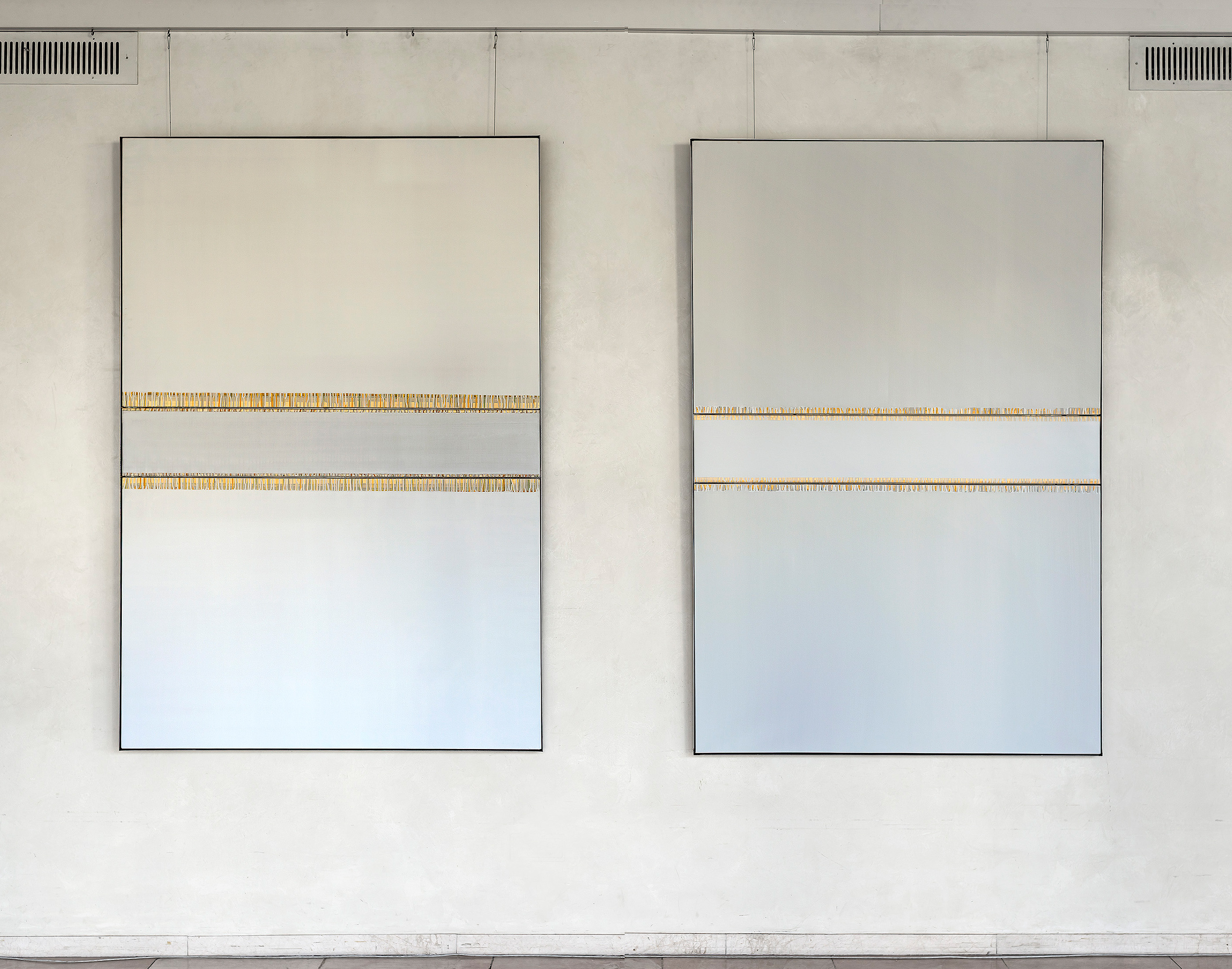
Goldbergvariationen Nr. 9 und 12, Malerei, Acryl auf Leinwand, 180 × 120 cm, Ausstellungsansicht Katholische Akademie München, 2019

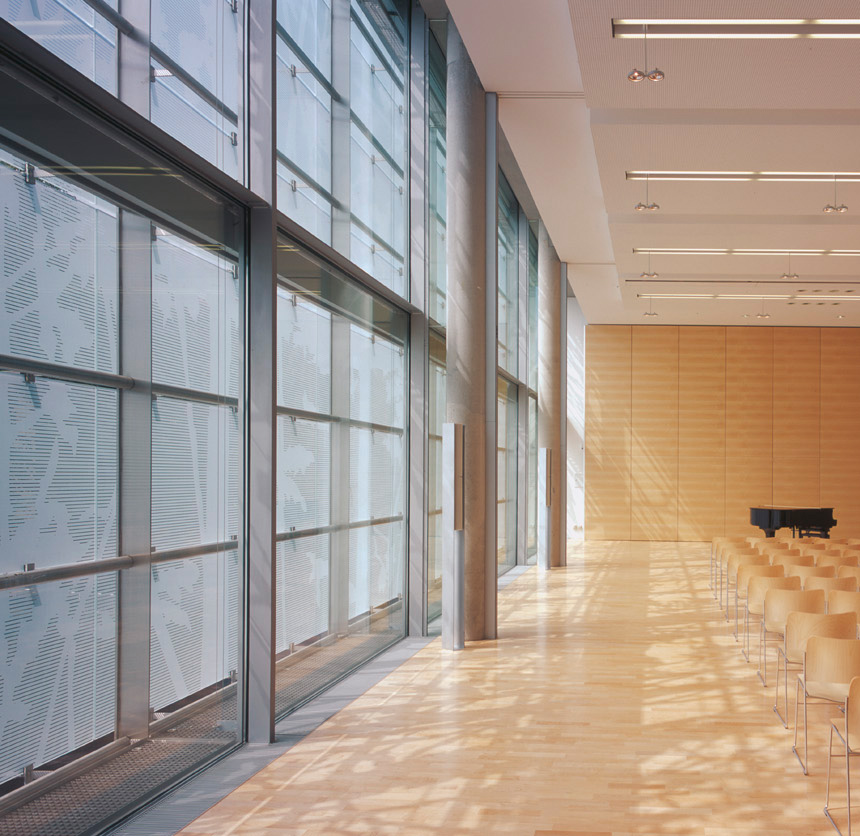
Glasmembran, Jüdisches Gemeindezentrum Shalom, Würzburg, 2004–2005

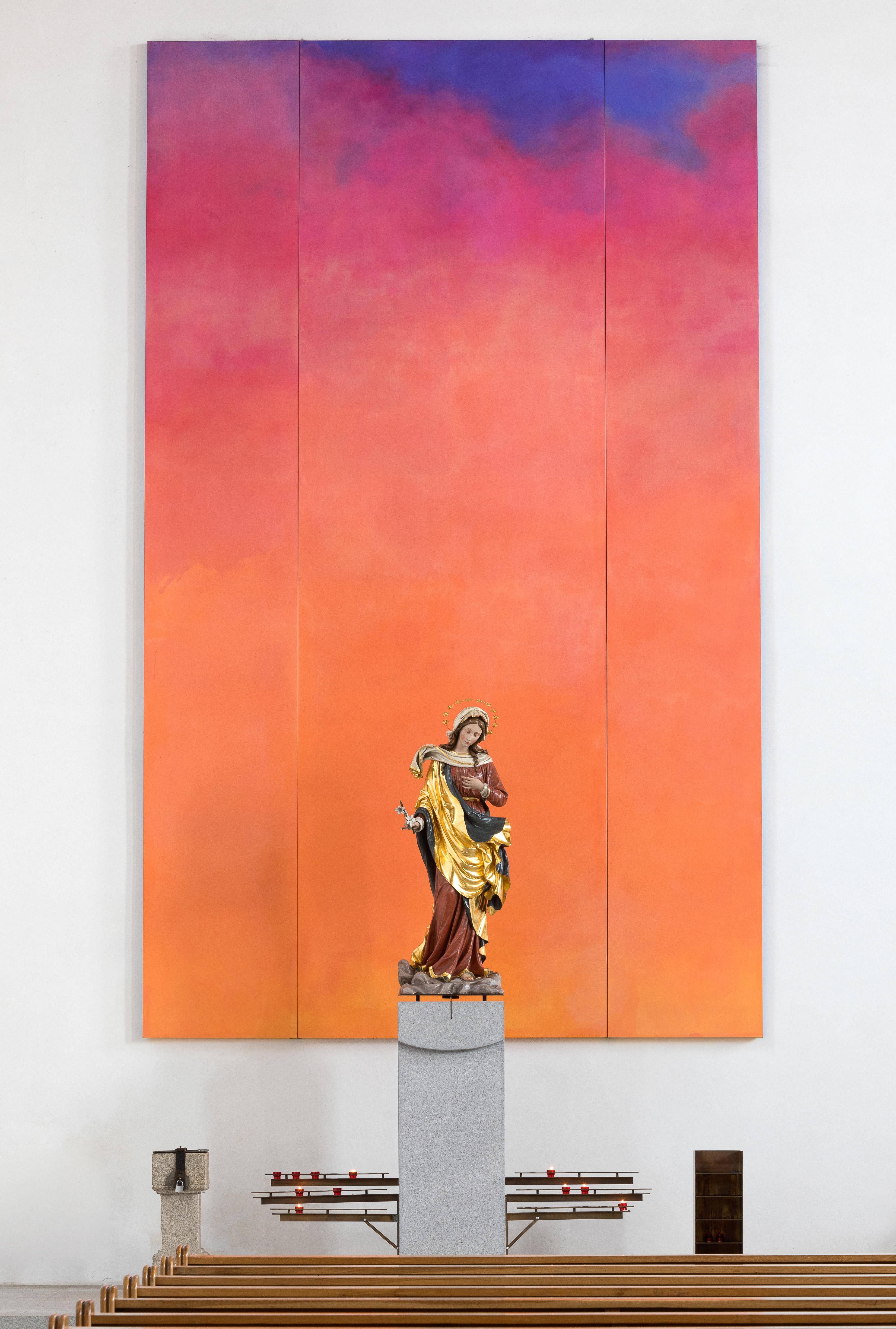
Altarbild, Pfarrkirche St.-Leonhard, Neureichenau, 2001–2003, Acryl auf Leinwand, h 7,50 m

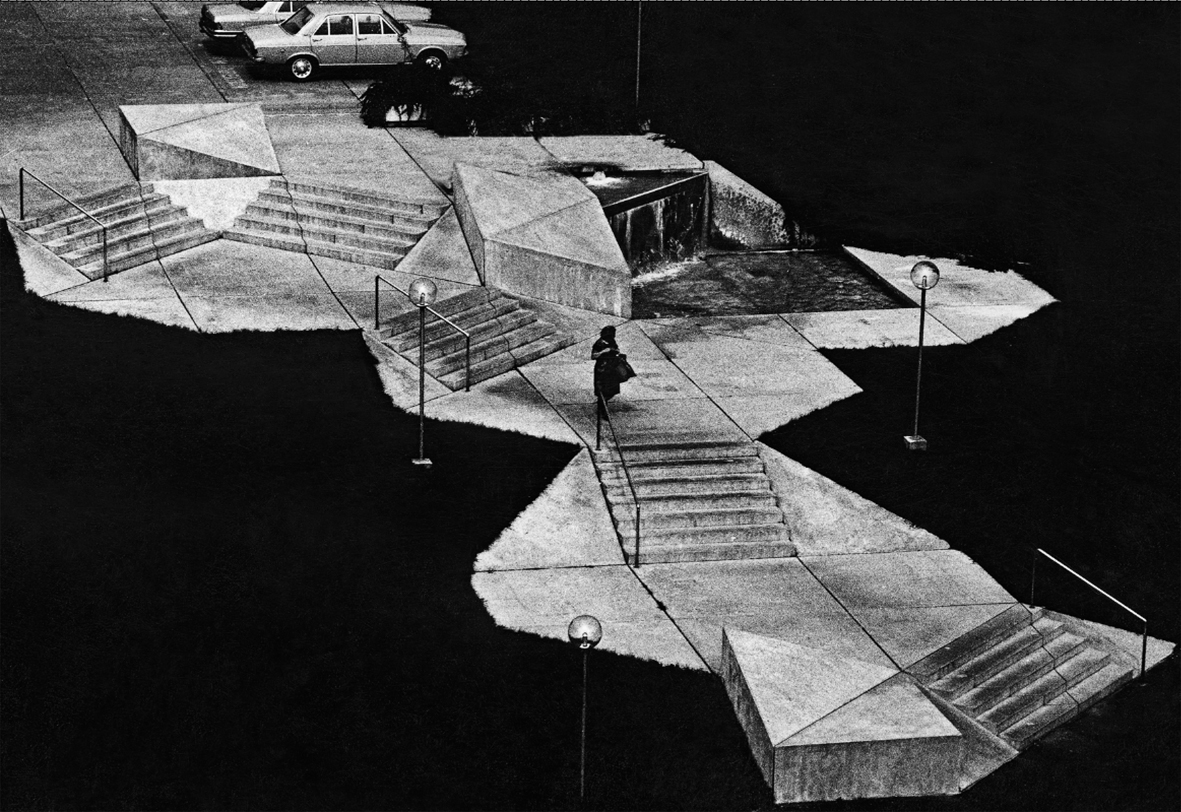
Plastische Gestaltung Treppenanlage, Kopfklinik Würzburg, 1973

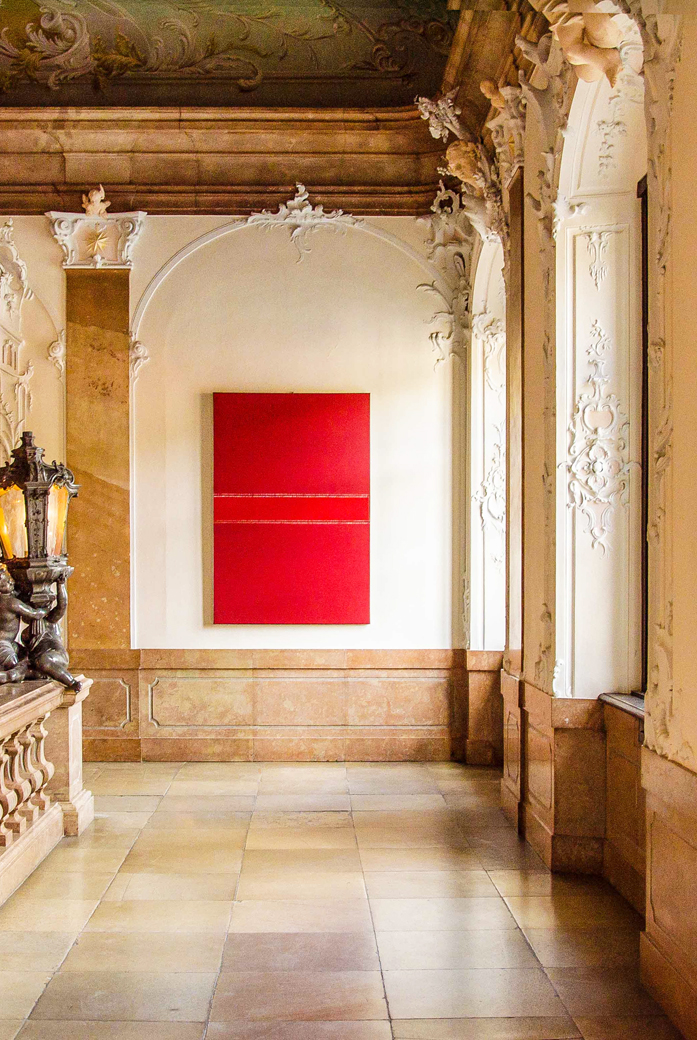
Ausstellungsansicht, Museum am Dom, Passau 2019, Malerei, Goldbergvariation Nr. 29, Acryl auf Leinwand, 180 × 120 cm

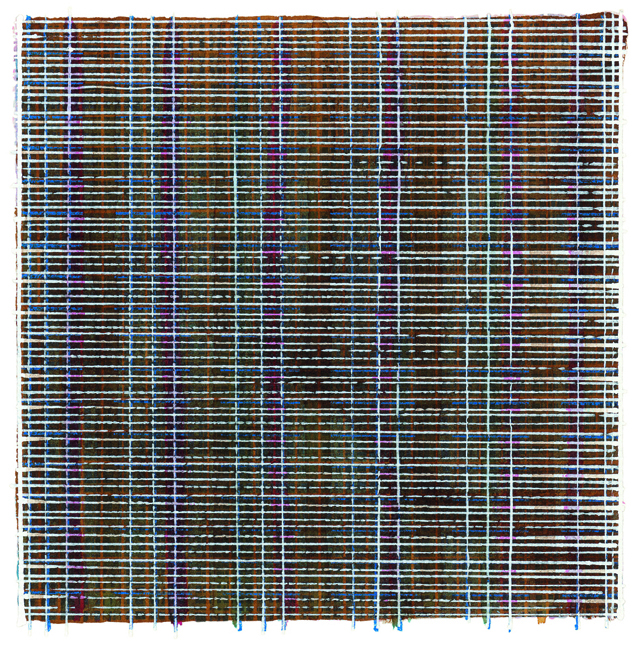
Zeichnung, o.T. (Grid), 2017, Mischtechnik auf Papier, 54 × 42 cm

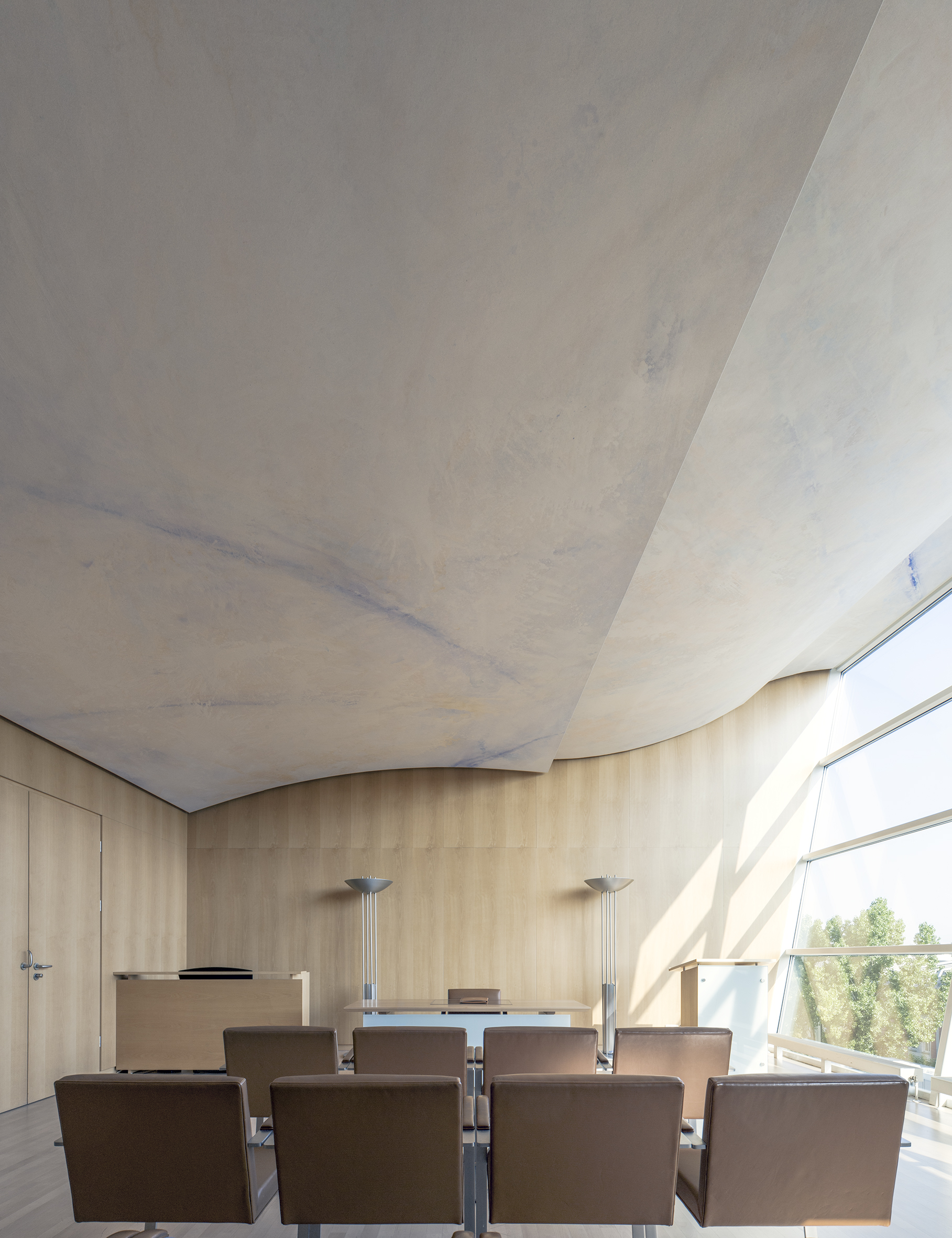
Bemalung und plastische Ausformung der Decke, Trausäle Stadt München, 1997–1998

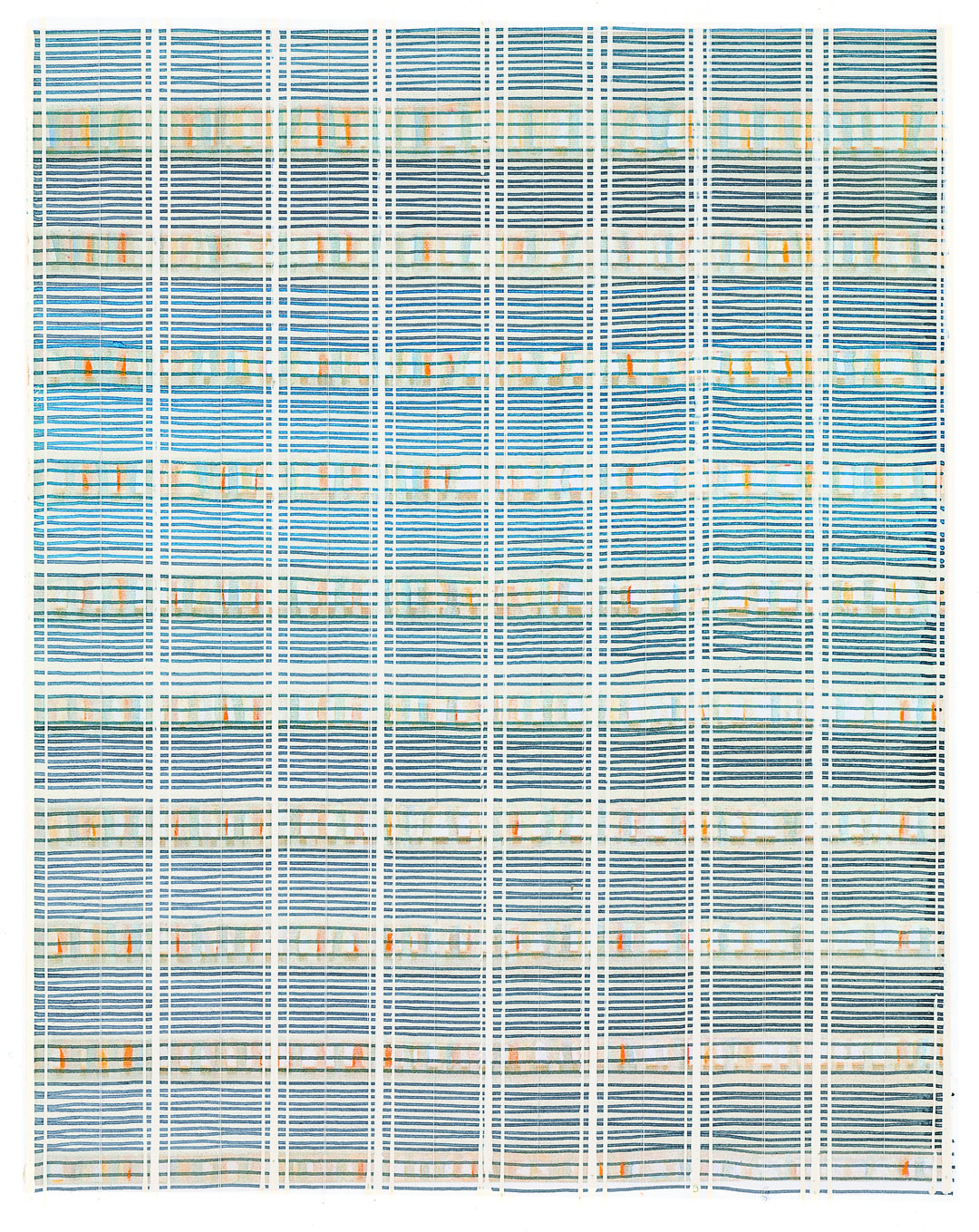
Zeichnung, Weisse Blätter, 2000, Mischtechnik auf Papier, 28 × 22 cm

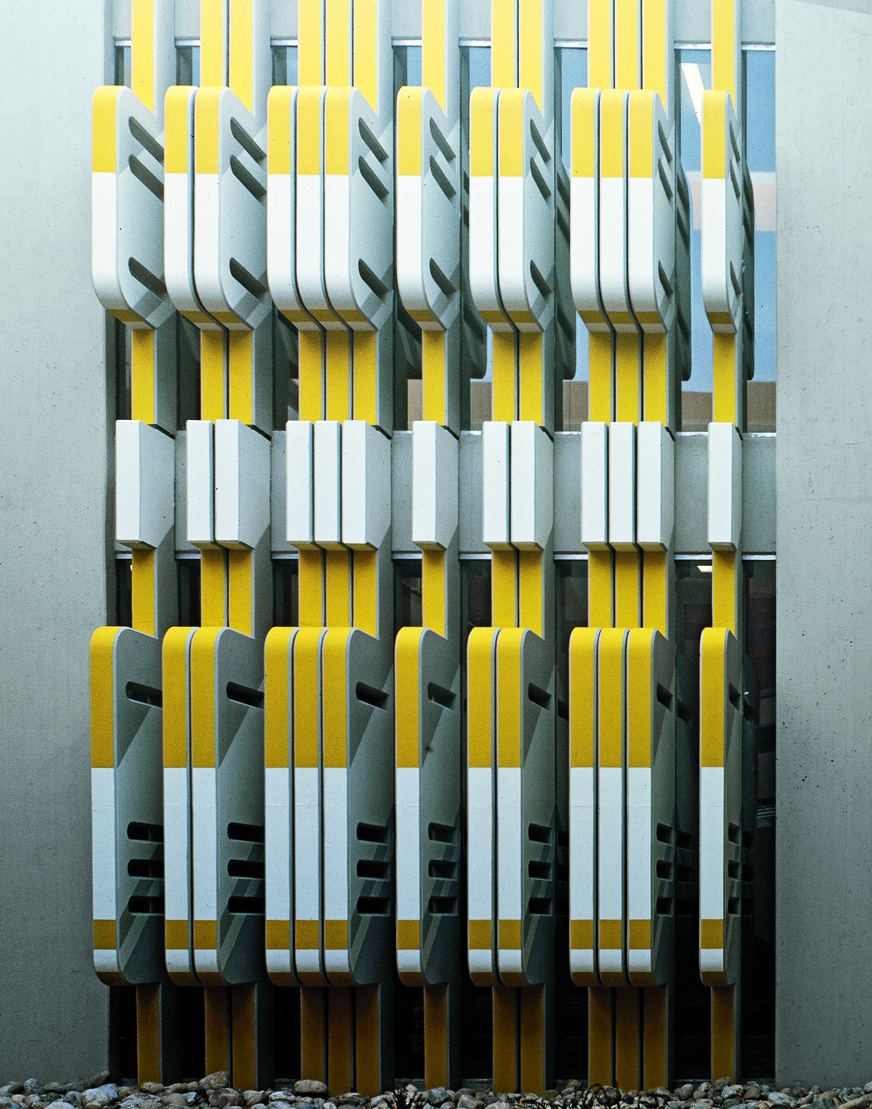
Farbig-plastische Wandgestaltung, Berufsschule Burghausen, 1972

Manfred Mayerle wuchs in München und Niederbayern auf. Ersten Malunterricht erhielt er bei dem  Maler Rolf Cavael. Nach dem Abitur in München studierte er von 1959 bis 1964 an der Akademie der Bildenden Künste München bei Josef Oberberger, Hermann Kaspar und Anton Marxmüller. 1963 wurde er Meisterschüler und legte 1964 sein Staatsexamen ab. 1962 erhielt er das Stipendium aus der Jubiläumsstiftung der Stadt München. Studienaufenthalte führten ihn 1962 sowie 1963 nach Florenz und 1966 nach New York und Mexiko.
Mayerle wirkte an der Münchner Akademie von 1965 bis 1969 als Assistent der Mal- und Zeichenklasse von Hermann Kaspar und von 1967 bis 1969 als Lehrbeauftragter. Seit 1970 arbeitet er als freischaffender Bildender Künstler. Sein Werk umfasst Zeichnung, Malerei, Skulptur und architekturinterpretierende Werke. Zu den Arbeiten der zuletzt genannten Gattung zählten 1966 das künstlerische Gesamtkonzept der Verbandschule in Waltenhofen und ab 1969 des Gymnasiums Pullach (beide zusammen mit dem Architekten Werner Fauser), sowie eine zeichenhafte farbige Interpretation des Foyers und der Hörsäle des Klinikums Rechts der Isar in München in Kooperation mit den Architekten Wichtendahl und Roemmich und Luis von Waberer.
1969 gewann Mayerle gemeinsam mit dem Bildhauer Andreas Sobeck und dem Architekten Mac Kneißl den Wettbewerb zur künstlerischen Gestaltung der neu entstandenen Mensa der Ludwig-Maximilians-Universität München. Aus diesem Auftrag ging später die Ateliergemeinschaft Mayerle + Sobeck (1971–1984) hervor, die ausschließlich architekturinterpretierende Projekte realisierte. Seit 1986 begann sich der Schwerpunkt seiner künstlerischen Arbeiten mehr auf Zeichnung und Malerei zu verlagern. Hierfür entstanden ein Atelier in der Jachenau und ein Arbeitsort in Establiments (Mallorca).
Ab 1990 nahm Mayerle an einer Reihe von internationalen Symposien und Artist-in-Residence-Programmen teil. Dazu gehörten 1990 das Malersymposium in Werfen (Österreich), 2001 ein Aufenthalt am Virginia Center for the Creative Arts (VCCA), Virginia (USA), 2003 sowie 2004 die Teilnahmen an den Künstlersymposien Estate 03 in Salzburg (Österreich) und SIANOJA in Noja (Spanien). Weitere Künstlerresidenzen führten Mayerle 2005 nach s’Hertogenbosch (Niederlande) und 2007 zur Djerassi Foundation, gefördert von der Pritzker Foundation, San Francisco (USA). Studienreisen führten ihn u. a. nach Israel (mit dem Deutschen Werkbund), nach Ägypten und in die USA, dort nach Chicago und New York zu den Architekturbüros von Murphy/Jahn, I. M. Pei und Myron Goldsmith von SOM.
2014 wurde Mayerle in den Bayerischen Landesbaukunstausschuss für das Fachgebiet Kunst berufen. Er ist Mitglied im Deutschen Werkbund, Berufsverband Bildender Künstlerinnen und Künstler (BBK), im Kuratorium der Bayerischen Einigung, im Gesamtvorstand der Deutschen Gesellschaft für christliche Kunst (DG). In der Neuen Münchner Künstlergenossenschaft war er Präsident und ist deren Ehrenpräsident. In diesen Zusammenhang gehört auch die Teilnahme an der Ausstellungsleitung Große Kunstausstellung im Haus der Kunst München, wofür er mehrmals die Präsidentschaft übernahm, sowie die Mitgliedschaft im Aufsichtsrat der Stiftung Haus der Kunst.
Im Jahr 2020 gründete Mayerle zusammen mit seiner Frau Elka Jordanow die gemeinnützige „Stiftung Atelier Manfred Mayerle“.

## Werk
Sowohl als Zeichner und Maler als auch in seinen architekturinterpretierenden Arbeiten erscheint Manfred Mayerle als ein prononcierter Vertreter der Moderne, der zunächst mit figurativer Abstraktion hervorgetreten ist. Nach einer Zeit der künstlerischen Suche entwickelte er seit Ende der 1980er-Jahre einen eigenen Stil.

### Zeichnung
In den meist kleinformatigen Zeichnungen, die immer als Serien angelegt sind, hat Mayerle zahlreiche Variationen von gitterartigen Rastern vorgelegt. Auch wenn Gitterstrukturen ein charakteristisches Moment der Kunst der Moderne darstellen, greift Mayerle auf ein viel älteres Gestaltungsprinzip zurück. Denn diese Gitterraster, in denen horizontale auf vertikale Linien treffen, finden sich bereits in der Architektur, in den Geweben oder im Ackerbau der Jungsteinzeit. Wie beim Handweben spielen für Mayerle beim Zeichnen die Momente der Wiederholung eine zentrale Rolle, wodurch im Ergebnis eine neue künstlerische Ordnung entsteht, die der Künstler bisweilen koloriert. Wie beim Pflügen zieht Mayerle freihändig Linie um Line auf seinem weißen papiernen Bildgrund, woraus eine rhythmische grafische Landschaft entsteht. Wie bei einer Holzbauarchitektur legt Mayerle Linien über Linien so an, dass eine unerwartete Tiefenwirkung entsteht.

### Malerei
Seit Ende der 1980er-Jahre hat Mayerle in seiner Malerei den für ihn typischen Stil ausgeprägte, der keine Gegenständlichkeit mehr erkennen lässt. Mehr oder weniger monochrome Farbflächen beherrschen seither die Leinwände des Künstlers. Zu dem häufigen Quadratformat gesellen sich Hoch- und Querformate. Sehr häufig setzt Mayerle zwei oder drei Leinwände zu einem zu einer geometrischen Bildfläche zusammen. Von wenigen übergroßen Formaten abgesehen, bewegen sich die Größen der Bilder häufig um ein Maß von 180 mal 90 Zentimeter, was in etwa dem Umriss eines erwachsenen menschlichen Körpers. Für besondere Anlässe entstehen aber auch weit größere Formate wie etwa das Werk „Rot“ mit 600 m 600 Zentimeter für das Münchner Bayerforum oder das vierteilige monumentale Werk für den Audimax der Technische Hochschule Nürnberg, das eine Fläche von etwa vier auf sechs Meter umspannt. Bisweilen sind es bis zu 50 monochrome Farbschichten, die Manfred Mayerle mal deckend, mal lasierend aufträgt. Manche frühere Farbaufträge lassen sich am flächig ausgesparten unteren Rand des Gemäldes ablesen, der nicht vom dominanten Oberflächenton überdeckt ist. Diese offenen Bildränder, die an aufgetrennte Gewebe erinnern, bilden eine Besonderheit von Mayerles Malerei. Mit dieser Behandlung des unteren Bildrandes, offenbart Mayerle den Bauplan seiner Malereien, die – im Sinne der Dekonstruktion – ihren Entstehungsprozess enthüllen.
Infolge der vielen Farbschichten weisen Mayerles Gemälde einen erstaunlichen Tiefeneffekt auf. Die Bilder erwecken dadurch den Eindruck einer vibrierenden Membran oder einer kommunizierenden Haut, als sähe man „die Farbe förmlich atmen“. Mayerle steht mit seiner Malerei in einer Tradition, die in den 1920er-Jahren mit Künstlern wie Alexander Rodtschenko ihren Anfang genommen hatte. Mit der Farbfeldmalerei erlebte diese Kunstrichtung nach dem Zweiten Weltkrieg einen neuen Aufschwung, für den stellvertretend Barnett Newman, Clyfford Still, Mark Rothko oder auch Ad Reinhardt stehen. Stilistisch zeigen Mayerles Gemälde auch eine besondere Nähe zu der Malweise von Agnes Martin, einer Zeitgenossin und Freundin von Newman, Rothko und Reinhardt.

### Architektur-Arbeiten
Die seit den 1960er-Jahren entstandenen architekturbezogenen Arbeiten von Manfred Mayerle weisen eine Reihe von Besonderheiten auf, die den Künstler in verschiedenen Rollen zeigen. Mayerle tritt hier nicht nur als Maler, sondern auch als Bildhauer, Farb-, Licht- und Materialgestalter in Erscheinung und übernimmt bisweilen sogar genuine architektonische, innen- und landschaftsarchitektonische Aufgaben. So sind unter seiner Beteiligung bis heute etwa 800 Projekte von teils eindringlicher Modernität entstanden: unter anderem für Universitäten, Kliniken, Forschungsinstitute, Schulen, Behörden, Gerichte, Justizvollzugsanstalten, Polizeigebäude, Rathäuser, Landratsämter, Marktplätze und Kirchen, Banken, Unternehmensniederlassungen oder Wohnanlagen. Anfangs setzt Mayerle häufig Primär- oder auch Grundfarben ein, wobei Rot, Blau und Gelb dominieren. In seinen architekturgebundenen Arbeiten sieht sich Mayerle der Gesellschaft verpflichtet, wie es die Kunstbewegungen der 1960er-Jahre als Eroberung des öffentlichen Raumes gefordert haben. Mayerles architekturbezogenen Arbeiten lassen sich als Versuche verstehen, räumliche Atmosphären zu erzeugen, die – im Sinne einer zivilisierenden Wirkung – das Befinden der sich in diesen Gebäuden aufhaltenden Menschen verbessern.

## Preise und Ehrungen
- 1964: Preis der Akademie der Schönen Künste München[1]
- 1968: Preis der Nationen im Rahmen des Festival de la Peinture in Cagnes-sur-Mer (Frankreich)[1]
- 2002: Seerosenpreis der Landeshauptstadt München[18]
- 2005: Seerosenring, Wanderpreis des Münchner Seerosenkreis Bildende Kunst[19]
- 2021: Anerkennung beim Bayerischen Architekturpreis[20]

## Werke in Sammlungen (Auswahl)
- Pinakothek der Moderne[21]
- Kunstsammlungen des Bistums Regensburg[22]
- Kunstsammlung Munich Re[23]

## Ausstellungen (Auswahl)

### Einzelausstellungen
- 1981: Manfred Mayerle, Zeichnungen. Wittelsbacher Palais, Siemens Kulturprogramm, München
- 2003: Twins. Üblacker-Häusl, Münchner Stadtmuseum
- 2004: Werkschau Manfred Mayerle, Museum Deggendorf[24]
- 2007: Manfred Mayerle, Bilder Zeichnungen Modelle, Architekturforum Würzburg
- 2008: Manfred Mayerle. Kunstzeche Penzberg im Stadtmuseum Penzberg[25]
- 2009: St. Anna Kapelle, Kunstverein Passau[26]
- 2015: Geburtshaus Papst Benedikt XVI., zusammen mit Andreas Kuhnlein, Marktl a.I.[27]
- 2019: Linie-Farbe-Raum, Museum am Dom, Erzbischöfliches Palais, Passau[28]
- 2019: Schichtungen und Energiefelder, Katholische Akademie, München[29]
- 2021: Manfred Mayerle, Kunstpunkte, Wildbad Rothenburg o.d.T.[30][31]
- 2022: Kunstinstallation in der Christuskirche Landshut[32]
- 2022: Kulturherbst Schliersee, zusammen mit Hubert Maier, Schliersee[33]

### Gruppenausstellungen
- 1963: Große Kunstausstellung. Neue Münchener Künstlergenossenschaft, Haus der Kunst, München
- 1965: Porträt-Wettbewerb in Malerei und Zeichnung. Bayerische Akademie der Schönen Künste, Prinz-Carl-Palais München, Preisträger
- 1965: Junge Künstler der Akademie 1945-1965. Haus der Kunst, München
- 1966:  Hugo-von-Montfort-Preis 1966, Kunstpreis der Landeshauptstadt Bregenz, Künstlerhaus Bregenz, Palais Thurn und Taxis
- 1966: Kunst der Grafik in und um München. Staatliche Graphische Sammlung München
- 1968: Malerei, Graphik, Plastik und Objekte. Völkerkundemuseum München
- 1968: Möglichkeiten der Graphik. Sonderausstellung im Dachauer Schloss[34]
- 1973: Malerei –Graphik – Plastik. Sonderausstellung im Dachauer Schloss[34]
- 1969: I Festival International de la Peinture. Preis der Nationen, Château-Musée, Haut-de-Cagnes-sur-Mer (Frankreich), Preisträger
- 1969: Neuerwerbungen, Museumsbesitz, Neue Talente 1969. Modern Art Museum München, Villa Stuck, München
- 1979: Münchner Künstler im Rathaus. Rathausgalerie München
- 1988: IV Internationale Triennale der Zeichnung. Wroclaw (Polen)
- 2000: World Festival on Paper Slowenien
- 2001: Cairo International Biennale, Kairo, Kairo (Ägypten)
- 2009: Il Volto di Cristo. Museo Diocesano, Brescia (Italien)[35][36]
- 2010: Show 20. Virginia Center for the Creative Arts, Virginia (USA)
- 2011: Veritas + Vita = Ars. Kirche Santa Maria degli Angeli, Rom (Italien)[37]
- 2012: Habseligkeiten. Archäologische Staatssammlung München[38]
- 2013: Vanity Flair, Biennale der Künstler. Haus der Kunst, München[39]
- 2013: 65 Jahre Seerosenkreis. Münchner Künstlerhaus
- 2015: Kunst-Stoff. Staatliches Textil- und Industriemuseum, (tim), Augsburg[40]
- 2016: Über alle Berge, Südtiroler Künstlerbund Prisma, Bozen (Italien)
- 2020: Amish Quilts meet Modern Art. Staatliches Textil- und Industriemuseum, (tim), Augsburg[41]
- 2022: Unendlich still...Zeitgenössische Kunst auf evangelischen Friedhöfen in Bayern. Bayreuther Stadtfriedhof[42]

## Arbeiten im öffentlichen Raum (Auswahl)
Mayerle realisierte ca. 800 architekturbezogene Arbeiten, viele davon im öffentlichen Raum.
- Ansbach: Amtsgericht Ansbach;[45] Brunnen im Beringershof[46]

- Aschaffenburg: Städtische Musikschule Aschaffenburg[47]
- Burghausen: Berufsbildungswerk Burghausen BBIW[43]
- Bamberg: Eingangsbereich der Bischöflichen Finanzkammer[43]
- Coburg: Brunnen an der Morizkirche,[48] Brunnenanlage am Bahnhofsplatz (HUK-Coburg)[49]
- Dingolfing: Gestaltung eines Brunnens; künstlerisches Gesamtkonzept für das Rathaus mit Stadthalle; Wandteppich Aussegnungshalle Friedhof[50]
- Erlangen: Tafelbild für die Eingangshalle der Siemens-Hauptverwaltung[51]
- Gersthofen: Rathaus: Innengestaltung von Foyer, Eingangshalle, großem Sitzungssaal, Trauungszimmer[52]
- Karlstadt: Chorraum der St. Johanniskirche[53]
- Kaufbeuren: Brunnenanlage Kemptner Tor[54]
- München: U-Bahn-Station Richard-Strauss-Straße;[55] Zierbrunnen Altstadt-Lehel;[56] Natursteinarbeiten Michaelibad;[57] Glasfenster und Innengestaltung der Dietrich-Bonhoeffer-Kirche München Perlach;[58] Künstler. Gestaltung Klinikum Bogenhausen,[59] Skulptur „esfera de actividad“ WTS Group[60]
- Passau: Gisela-Kapelle Kloster Niedernburg; Pfarrkirche St. Bartholomäus Passau-Ilzstadt; Hallenbad Passau-Kohlbruck[61]
- Pullach: Staatliches Gymnasium Pullach[62]
- Straubing: Skulptur Bahnhofsstraße 28, AOK Straubing;[63] Skulptur Wittelsbacher Höhe 3[64]
- Unterhaching: Wandverkleidung Speisesaal Lise-Meitner-Gymnasium[65]
- Vilshofen: Krankenhauskapelle Krankenhaus Vilshofen[66]
- Vilsbiburg: Christuskirche[67]
- Amtsgericht Weißenburg i. Bay.[68]
- Taufkirchen: Kulturzentrum[69]
- Waltenhofen: Triptychon in der Ev. Auferstehungskirche;[70] Innengestaltung Schulzentrum Waltenhofen[71]
- Würzburg: Neubau Operative Fächer der Julius-Maximilians-Universität;[72] Jüdisches Gemeindezentrum Shalom[47]

## Publikationen (Auswahl)
- Zeugen. Mit Texten von Keto von Waberer. Verlag A.F. Koska, Wien/Berlin 1983.
- Zeichnungen zur menschlichen Figur. AVA Verlags GmbH, München 1984, ISBN 3-7770-0292-5.
- I hab mas denkt. Mit Texten von Paul Schwarzenberger und Bildern von Manfred Mayerle. Verlag AVA GmbH, Breitbrunn 1987, ISBN 3-7770-0384-0.
- Torso. Bilder und Zeichnungen. Vorwort: Keto von Waberer. AVA, Breitbrunn 1989, ISBN 978-3-7770-0412-9.
- Bei Durchsicht meiner Zeichenbücher. Zur Ausstellung „Manfred Mayerle“ im Museum Deggendorf. Schriftenreihe der Deggendorfer Museen, Stadt Deggendorf (Hrsg.), Text: Andreas Beaugrand, Deggendorf 2004, ISBN 3-929363-17-8.
- Der Kreuzweg in der Marienkirche Aschau-Inn-Waldwinkel. Texte: Pater Hans Schoch, Michaela Haibl, Agnes Kiermaier. Don Bosco Verlag, München 2005. ISBN 3-7698-1523-8.
- Werkbuch Atelier Manfred Mayerle Architekturinterpretationen 2014–1960. Eigenverlag, 2014.
- Alexander Woiton (Hrsg.): Farbe – Linie – Raum. Katalog zur Ausstellung im Museum am Dom, Passau, Verlag Dietmar Klinger, Passau 2019. ISBN 978-3-86328-170-0.